# I Stay in Love
«I Stay in Love» — песня, написанная Мэрайей Кэри, Bryan-Michael Cox, Kendrick «Wyldcard» Dean, и Roderick Hollingsworth для одиннадцатого студийного альбома — «E=MC²». Песня, спродюсированная певицей и Bryan-Michael Cox, была издана в качестве четвёртого сингла с альбома. Впервые «I Stay in Love» была исполнена 23 ноября 2008 года на церемонии American Music Awards. Песня была прослушана более 8.9 миллионов раз на официальной странице Мэрайи — MySpace.

## Выпуск сингла
28 октября 2008 года «I Stay in Love» был добавлен в списки Топ 40/Мейнстрим и Ритм/Кроссовер радиостанций США. 16 декабря сайт Amazon.com опубликовал на своих страницах релиз MP3 альбома под названием «I Stay in Love — The Remixes», в который входили 4 ремикса песни: 2 радио и 2 полных ремикса Jody den Broeder & Ralphi Rosario. Ремиксы также были доступны для коммерческих загрузок в iTunes Store.
Был отменен релиз физического CD-сингла, выход которого был запланирован на 5 января 2009 года в Великобритании и Ирландии.

## Оценка критиков
Обзоры критиков были в большинстве случаев положительными. К общему обзору альбома «E=MC²» онлайн версия газеты The Republican говорит о том, что Мэрайя сияет в этой песне, в то время как Fox News описывает песню — «убийственной». Журнал People назвал песню лучшей балладой альбома. Газета Houston Chronicle описывает сингл «приятная баллада, которую следовало записать для Джанет Джексон» и «Мэрайя поражает своими высокими нотами в конце песни». Газета Los Angeles Times дала песне смешанную критику: «Песня „I Stay in Love“ технически не украшена, и её голос звучит грубо почти на всех низких нотах. Это не лесть, но песня задевает своей правдивостью и эмоциональностью.». Газета Entertainment Weekly назвала песню "медленной, менее захватывающей версией «We Belong Together». Шотландская таблоид газета Daily Record описала песню как «ещё одна выдающаяся баллада».

## Продвижение
Мэрайя выступила с песней на телевизионном шоу The X Factor (основано на американской версии шоу American Idol) — 8 ноября 2008 года, и совместно с конкурсантами в песне «Hero». Так же песня была подготовлена для церемонии American Music Awards — 23 ноября 2008 года в концертном зале Nokia Theatre.

## Реклама Luscious Pink
В рекламе парфюма Мэрайи — Luscious Pink, был использован фрагмент видеоклипа «I Stay in Love».

## Список композиций и форматы
| CD-сингл для Великобритании 1. «I Stay in Love» (Radio Edit) — 3:27 CD-сингл для США 1. «I Stay in Love» (Main version) — 3:32 2. «I Stay in Love» (Instrumental) — 3:30 iTunes сингл для США 1. «I Stay In Love» (Jody den Broeder Radio Edit) — 4:08 2. «I Stay In Love» (Ralphi Rosario Melodic Radio Edit) — 3:50 3. «I Stay In Love» (Jody den Broeder House Mix) — 8:29 4. «I Stay In Love» (Ralphi Rosario Big Vocal) — 8:12 | CD-макси-сингл 1. «I Stay in Love» (Album Version) — 3:32 2. «I Stay in Love» (Radio Edit) — 3:02 3. «I Stay in Love» (Extended Version) — 4:27 4. «I Stay in Love» (Instrumental) — 3:32 5. «I Stay in Love» (Ralphi Melodic Radio Mix) — 3:33 6. «I Stay in Love» (Ralphi Melodic Mixshow) — 6:31 7. «I Stay in Love» (Ralphi Melodic Club Mix) — 9:26 8. «I’m that Chick» (Craig C Radio Edit) — 3:18 9. «I’m that Chick» (Craig C Club Mix) — 6:47 |

I Stay In Love [The Remixes] (Promo)
| Track | Title                                       | Length |
| ----- | ------------------------------------------- | ------ |
| 1     | I Stay In Love (Ralphi’s Melodic Club Vox)  | 09:28  |
| 2     | I Stay In Love (Ralphi’s Big Vocal Mix)     | 08:10  |
| 3     | I Stay In Love (Ralphi’s Bar Mix)           | 08:15  |
| 4     | I Stay In Love (Ralphi’s Bar Dub)           | 08:11  |
| 5     | I Stay In Love (Jody Den Broeder Club Mix)  | 08:26  |
| 6     | I Stay In Love (Jody Den Broeder Dub)       | 07:27  |
| 7     | I Stay In Love (Jody Den Broeder House Mix) | 08:26  |
| 8     | I Stay In Love (Jody Den Broeder House Dub) | 08:26  |
|       | Total:                                      |        |

## Хронология релиза сингла
| Region            | Date            | Format                        |
| ----------------- | --------------- | ----------------------------- |
| Соединённые Штаты | 28 октября 2008 | Ротации                       |
| Соединённые Штаты | 16 декабря 2008 | Цифровая дистрибуция          |
| Бразилия          | Декабрь 2008    | Ротации                       |
| Япония            | TBA             | Цифровая дистрибуция, ротации |

## Позиции в чартах
| Страна, чарт (2008)                   | Высшее место |
| ------------------------------------- | ------------ |
| Канада Singles Sales                  | 1            |
| США Billboard Hot R&B/Hip-Hop Songs   | 81           |
| США Billboard Pop 100                 | 94           |
| США Billboard Rhythmic Top 40         | 37           |
| США Billboard Hot Dance Singles Sales | 2            |
| США Billboard Hot Singles Sales       | 4            |
| США Billboard Hot Dance Club Play     | 1            |
| США Billboard Hot Videoclip Tracks    | 16           |
| Великобритания Singles Chart          | 95           |